# Domfront-en-Champagne
Domfront-en-Champagne és un municipi francès situat al departament del Sarthe i a la regió de País del Loira. L'any 2007 tenia 968 habitants.

## Demografia

### Població
El 2007 la població de fet de Domfront-en-Champagne era de 968 persones. Hi havia 366 famílies de les quals 80 eren unipersonals (48 homes vivint sols i 32 dones vivint soles), 127 parelles sense fills, 147 parelles amb fills i 12 famílies monoparentals amb fills.
La població ha evolucionat segons el següent gràfic:
Habitants censats

### Habitatges
El 2007 hi havia 424 habitatges, 364 eren l'habitatge principal de la família, 25 eren segones residències i 35 estaven desocupats. 423 eren cases i 1 era un apartament. Dels 364 habitatges principals, 297 estaven ocupats pels seus propietaris, 65 estaven llogats i ocupats pels llogaters i 3 estaven cedits a títol gratuït; 1 tenia una cambra, 20 en tenien dues, 42 en tenien tres, 82 en tenien quatre i 220 en tenien cinc o més. 276 habitatges disposaven pel capbaix d'una plaça de pàrquing. A 121 habitatges hi havia un automòbil i a 222 n'hi havia dos o més.

### Piràmide de població
La piràmide de població per edats i sexe el 2009 era:
| Homes | Edats   | Dones |
| ----- | ------- | ----- |
| 0     | 95 o +  | 0     |
| 0     | 90 a 94 | 4     |
| 0     | 85 a 89 | 4     |
| 0     | 80 a 84 | 0     |
| 4     | 75 a 79 | 4     |
| 0     | 70 a 74 | 8     |
| 12    | 65 a 69 | 12    |
| 32    | 60 a 64 | 12    |
| 16    | 55 a 59 | 36    |
| 32    | 50 a 54 | 20    |
| 32    | 45 a 49 | 28    |
| 44    | 40 a 44 | 52    |
| 56    | 35 a 39 | 28    |
| 56    | 30 a 34 | 52    |
| 32    | 25 a 29 | 32    |
| 8     | 20 a 24 | 28    |
| 36    | 15 a 19 | 56    |
| 44    | 10 a 14 | 32    |
| 24    | 5 a 9   | 64    |
| 16    | 0 a 4   | 20    |

## Economia
El 2007 la població en edat de treballar era de 662 persones, 498 eren actives i 164 eren inactives. De les 498 persones actives 466 estaven ocupades (245 homes i 221 dones) i 32 estaven aturades (13 homes i 19 dones). De les 164 persones inactives 74 estaven jubilades, 55 estaven estudiant i 35 estaven classificades com a «altres inactius».

### Ingressos
El 2009 a Domfront-en-Champagne hi havia 381 unitats fiscals que integraven 1.024,5 persones, la mediana anual d'ingressos fiscals per persona era de 18.391 €.

### Activitats econòmiques
Dels 22 establiments que hi havia el 2007, 1 era d'una empresa alimentària, 2 d'empreses de fabricació d'altres productes industrials, 6 d'empreses de construcció, 6 d'empreses de comerç i reparació d'automòbils, 2 d'empreses d'hostatgeria i restauració, 1 d'una empresa immobiliària i 4 d'empreses classificades com a «altres activitats de serveis».
Dels 11 establiments de servei als particulars que hi havia el 2009, 2 eren tallers de reparació d'automòbils i de material agrícola, 3 paletes, 2 fusteries, 1 lampisteria, 1 perruqueria, 1 restaurant i 1 agència immobiliària.
L'únic establiment comercial que hi havia el 2009 era una fleca.
L'any 2000 a Domfront-en-Champagne hi havia 24 explotacions agrícoles que ocupaven un total de 1.472 hectàrees.

## Equipaments sanitaris i escolars
El 2009 hi havia una escola elemental integrada dins d'un grup escolar amb les comunes properes formant una escola dispersa.

## Poblacions més properes
El següent diagrama mostra les poblacions més properes.